# Mark Harry
Mark Phillip Harry (* 20. Februar 1957) ist ein australischer Badmintonspieler.

## Karriere
Mark Harry nahm 1980 an der Badminton-Weltmeisterschaft teil. Er wurde dabei sowohl 17. im Herrendoppel, im Herreneinzel und im Mixed. Bei den Commonwealth Games 1982 gewann er Bronze mit dem australischen Team.

## Sportliche Erfolge
| Saison | Veranstaltung      | Disziplin    | Platz | Name                        |
| ------ | ------------------ | ------------ | ----- | --------------------------- |
| 1980   | Weltmeisterschaft  | Mixed        | 17    | Mark Harry / Julie McDonald |
| 1980   | Weltmeisterschaft  | Herrendoppel | 17    | Mark Harry / Bernd Wessels  |
| 1980   | Weltmeisterschaft  | Herreneinzel | 17    | Mark Harry                  |
| 1981   | Silver Bowl        | Herrendoppel | 1     | Mark Harry / Graeme Robson  |
| 1982   | Commonwealth Games | Team         | 3     | Australien                  |